# التون جان (آلبوم)
«التون جان» (به انگلیسی: Elton John) آلبومی از هنرمند اهل بریتانیا التون جان است که در ۱۰ آوریل ۱۹۷۰ منتشر شد.